# 사전 확률
사전 확률(事前確率, 영어: prior probability)은 특정 사상이 일어나기 전의 확률을 뜻한다. 또는 경계 확률, 선험적 확률은 베이즈 추론에서 관측자가 관측을 하기 전에 가지고 있는 확률 분포를 의미한다.
사전 확률과 가능도가 주어졌을 때, 관측자는 관측값을 얻은 다음 베이즈 정리에 의해 사후 확률을 얻을 수 있다.
사전 확률은 일반적으로 실험하는 대상에 대해 잘 알고 있는 전문가가 선택하거나(informative prior), 혹은 전문적인 정보가 없는 무정보적 분포(uninformative prior)로 주어진다. 또한 특정한 가능도 분포에 대해서는 켤레 사전 확률(conjugate prior)을 선택하여 계산적인 이점을 얻을 수 있다.

## 같이 보기
- 추론통계